# Kiyotaka Katsuta
Kiyotaka Katsuta (en japonés: 勝田 清孝, romanizado: Katsuta Kiyotaka, 29 de agosto de 1948 - 30 de noviembre de 2000) fue un asesino en serie y ladrón japonés.

## Biografía
Katsuta nació en una granja de Kioto.
Katsuta cometió varios asesinatos y robó varias casas antes de ser detenido. Se desconoce el número exacto de asesinatos que cometió. Mató a sus víctimas estrangulándolas y disparándolas.
El 27 de octubre de 1982 atropelló a un policía con un coche y le robó una pistola. El 31 de octubre intentó cometer un robo, pero mató a un hombre con una pistola durante el intento fallido. El 1 de noviembre disparó a otro hombre, que sobrevivió. Debido a que estaba armado, Katsuta continuó eludiendo la captura. El incidente se denominó oficialmente Caso 113 Designado Metropolitano.
El 31 de enero de 1983 fue detenido mientras amenazaba a un hombre con una pistola. Inicialmente se pensó que sólo había matado a sus víctimas mientras les robaba, pero luego confesó otros siete asesinatos.
Pudo haber matado hasta 22 personas, pero la policía sólo lo acusó de ocho cargos de asesinato. La policía sospechaba que Katsuta violó a algunas de sus víctimas antes de matarlas, pero no pudo probarlo. Sus crímenes conmocionaron mucho a Japón porque era bombero. Durante la ola de asesinatos de Katsuta, incluso apareció en televisión y ganó múltiples premios.
La película Renzoku satsujinki: Reiketsu (連続殺人鬼 冷血Renzoku satsujinki: Reiketsu?) de 1984 se basó en sus crímenes. En la película, el asesino se llamaba Kiyoshi Tatsuta. Kazuya Nakayama, que tiene sus propios antecedentes penales, interpretó el papel de Tatsuta.
En prisión desconfiaba de sus compañeros de prisión. Mientras estaba encarcelado, conoció a una mujer cristiana, que también era conocida por el seudónimo de Yūko Kurusu. Fue adoptado por su madre y cambió su nombre a Kiyotaka Fujiwara. El 17 de enero de 1994, la Corte Suprema de Japón confirmó sus dos condenas a muerte, la primera vez en la historia del Tribunal Supremo japonés. Uno fue por siete asesinatos entre 1972 y 1980, y el otro por matar a un hombre con una pistola en 1982.
Katsuta fue ejecutado en el Centro de Detención de Nagoya el 30 de noviembre de 2000.
Después de entrar a la cámara de ejecución, Katsuta le preguntó a un guardia de la prisión: "¿Podrías quitarme la venda de los ojos, ya que deseo ver una vez más el rostro de mi capellán a quien venero?"
El oficial de prisión le quitó la venda a Katsuta para que pudiera mirar a su capellán, un sacerdote budista. Mientras el sacerdote recitaba Hannya Shingyo, Katsuta pronunciaba los nombres de sus víctimas uno por uno. Él dijo: "Lo siento sinceramente". Luego le volvieron a poner la venda en los ojos a Katsuta y lo llevaron a la horca.